# Bataillon de Saint-Hyacinthe
A Bataillon de Saint-Hyacinthe egy kanadai jégkorongcsapat a Québec Saint-Hyacinthe-ból. A klubot 2024-ben alapították a québec-i ligue nord-américaine de hockey legújabb csapataként. A csapat tulajdonosa a La Poche Bleue jégkorongpodcast két házigazdája, Maxim Lapierre és Guillaume Latendresse.

## Története
A csapatot 2024-ben alapították. Saint-Hyacinthe városában már volt LNAH-franchise, 2001-ben került Acton Vale-ból a városa először LNAH-csapat, ami 2005-ig Cousin de Saint-Hyacinthe néven játszott, majd Cristal de Saint-Hyacinthe néven 1 évig játszott, 2006 és 2008 között Top Design de Saint-Hyacinthe néven szerepelt, majd az utolsó szezonját a csapat a 2008-09-es szezonban Chiefs de Saint-Hyacinthe néven játszotta.

## Statisztikák
| Főszezon | Főszezon | Főszezon | Főszezon | Főszezon | Főszezon | Főszezon | Főszezon | Főszezon | Rájátszás    | Rájátszás                                     | Rájátszás | Rájátszás |
| Szezon   | LM       | GY       | GY. H.   | V. H.    | V        | G        | P        | Helyezés | Nyolcaddöntő | Negyeddöntő                                   | Elődöntő  | Döntő     |
| -------- | -------- | -------- | -------- | -------- | -------- | -------- | -------- | -------- | ------------ | --------------------------------------------- | --------- | --------- |
| 2024–25  | 36       | 15       | 2        | 4        | 15       | 124:138  | 38       | 6.       | -            | Vereség a Les Pétroliers de Laval ellen (2-4) | -         | -         |

## Klubidentitás
A klub neve magyarul Saint-Hyacinthe-i zászlóalj, ami a kanadai Királyi 22. ezred 6. zászlóaljáról kapta a nevét, aminek a székhelye a városban található. 